# Північне Делі
Північне Делі (англ. North Delhi) — округ Делі (Національної столичної території Делі), розташований на північ від центру міста.
На території округу розташовано багато освітніх установ, зокрема північний кампус Делійського університету, Делійська школа економіки, Коледж Карорімал, Коледж комерції імені Шрі Рама, Коледж імені Ганса Раджа, FMS, Коледж Халса, Коледж IP, Університет Індрапрастхи Ґуру Ґобінда Сінґха. Також тут розташовано кілька залізничних та автовокзалів, лікарень, інших установ.